# Quinaultské jezero
Quinaultské jezero se nachází na Olympijském poloostrově na západě amerického státu Washington. Jedná se o vodní nádrž v ledovcovém Quinaultském údolí řeky Quinault, nedaleko jižní hranice Olympijského národního parku. Mimo jiné je jezero také zajímavé tím, že se nachází v Quinaultském deštném pralese.
Jelikož se nachází v indiánské rezervaci, je jeho vlastníkem kmen Kinóltů. Přístupné je po silnici U.S. Route 101.
Mezi oblíbené aktivity zdejších návštěvníků patří rybaření, jenž je povoleno jen s povolenkou od kmene, a pěší turistika. Také kolem jezera krouží zhruba 50 kilometrů dlouhá scénická silnice. Na jižním pobřeží jezera se nachází systém turistických stezek, které spravuje Národní lesní správa.
Na jižním břehu se rovněž nachází historický hotel Lake Quinault Lodge a letovisko Rain Forest Resort Village. Jižní pobřeží je také chráněno v rámci Olympijského národního lesa. Na severním břehu jezera se nachází především soukromé chalupy a menší letoviska zaměřená na Olympijský národní park.
Průměrný roční úhrn srážek jezera je 333 centimetrů.